# César 1993
Die 18. Verleihung der Césars fand am 8. März 1993 im Théâtre des Champs-Élysées in Paris statt. Präsident der Verleihung war der Schauspieler Marcello Mastroianni, der zudem mit einem Ehrenpreis ausgezeichnet wurde. Ausgestrahlt wurde die Verleihung, die von Frédéric Mitterrand und Arielle Dombasle moderiert wurde, vom öffentlich-rechtlichen Fernsehsender France 2.
Mit insgesamt zwölf und den damit meisten Nominierungen des Abends ging der im Vietnam der französischen Kolonialzeit spielende Film Indochine von Régis Wargnier ins Rennen um die Césars. In fünf Kategorien konnte sich das mit dem Oscar für den besten ausländischen Film prämierte Melodram gegen die Konkurrenz am Ende behaupten. Catherine Deneuve erhielt für die Rolle einer Plantagenbesitzerin in Wargniers Film ihren zweiten César als beste Hauptdarstellerin; ebenfalls in dieser Kategorie nominiert waren Anémone, Emmanuelle Béart, Juliette Binoche und Caroline Cellier. Als beste Nebendarstellerin konnte auch Dominique Blanc – ebenfalls für Indochine – den französischen Filmpreis zum zweiten Mal entgegennehmen. Bester Hauptdarsteller wurde Claude Rich in der Rolle des machthungrigen Talleyrand in Édouard Molinaros Historienfilm Ein Abendessen mit dem Teufel vor seinem Leinwandpartner Claude Brasseur, der zusammen mit Daniel Auteuil, Richard Berry und Vincent Lindon ebenfalls in dieser Kategorie nominiert war. Als bester Nebendarsteller trat schließlich André Dussollier in Claude Sautets neunfach nominiertem Film Ein Herz im Winter siegreich hervor. Für seinen vorletzten Spielfilm um zwei Geigenbauer und eine schöne Violinistin wurde Sautet erstmals mit dem Preis für die beste Regie ausgezeichnet.
Zum besten Film wurde jedoch mit Wilde Nächte das autobiografisch geprägte Langfilmdebüt von Cyril Collard gekürt, der drei Tage vor der Verleihung im Alter von 35 Jahren an AIDS verstorben war. Das polarisierende Drama um einen promiskuitiven, bisexuellen Mann, der trotz HIV-Infektion seinen hedonistischen Lebenswandel fortsetzt, konnte drei weitere Preise in den Kategorien Bestes Erstlingswerk, Beste Nachwuchsdarstellerin (Romane Bohringer) und Bester Schnitt gewinnen. Jean-Jacques Annauds sechsfach nominierte   und wie Indochine in Französisch-Indochina angesiedelte Literaturverfilmung Der Liebhaber nach einer autobiografischen Erzählung von Marguerite Duras konnte für Gabriel Yareds Filmmusik letztlich einen Preis gewinnen. In der Kategorie Bester ausländischer Film, in der Annauds Film als Koproduktion mit Großbritannien und Vietnam ebenfalls nominiert war, setzte sich mit High Heels schließlich Pedro Almodóvars Melodram um einen Mutter-Tochter-Konflikt durch. Mit Ehrenpreisen bedacht wurden neben Marcello Mastroianni auch Jean Marais und Gérard Oury.

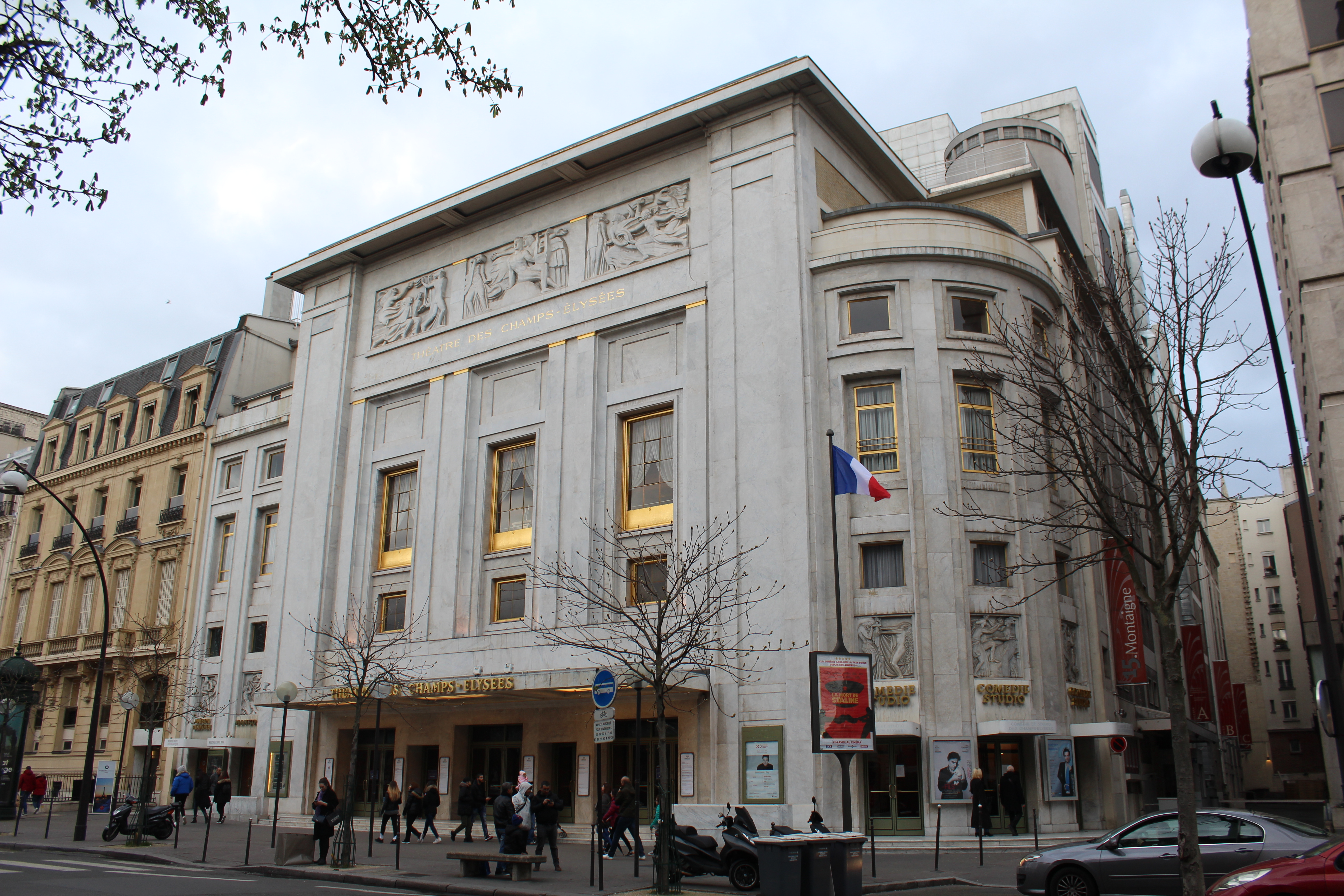
Das Théâtre des Champs-Élysées, der Veranstaltungsort der Verleihung

## Gewinner und Nominierungen

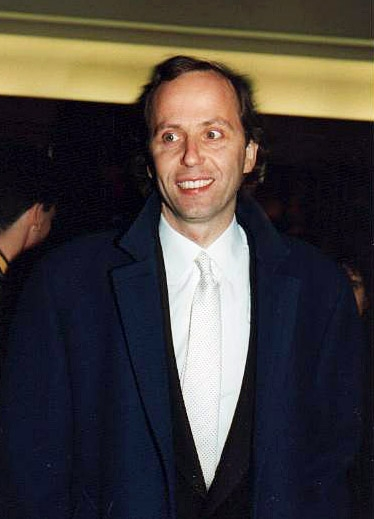
Als bester Nebendarsteller nominiert: Fabrice Luchini

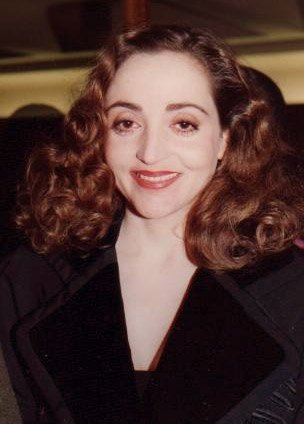
Beste Nebendarstellerin: Dominique Blanc

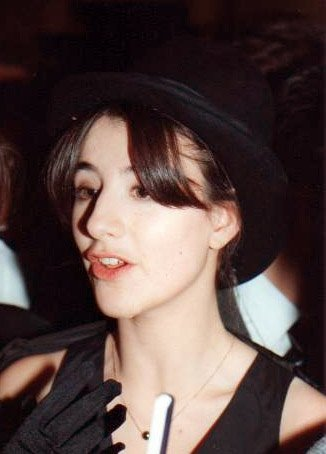
Romane Bohringer, die beste Nachwuchsdarstellerin

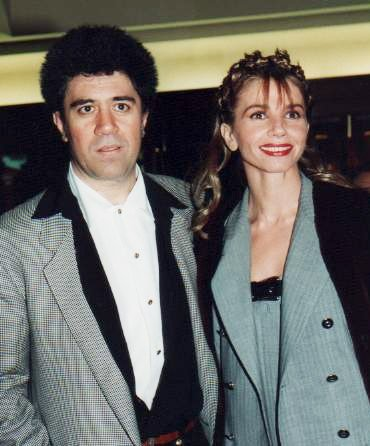
In der Kategorie Bester ausländischer Film erfolgreich: Regisseur Pedro Almodóvar mit seiner Hauptdarstellerin Victoria Abril

| Statistik (Filme mit mehr als einer Nominierung) N=Nominierung; A=Auszeichnung |    |   |
| Film                                                                           | N  | A |
| Indochine                                                                      | 12 | 5 |
| Ein Herz im Winter                                                             | 9  | 2 |
| Wilde Nächte                                                                   | 7  | 4 |
| Die Krise                                                                      | 7  | 1 |
| Der Liebhaber                                                                  | 6  | 1 |
| Ein Abendessen mit dem Teufel                                                  | 4  | 2 |
| Auf offener Straße                                                             | 4  | 0 |
| Der Flug des Schmetterlings                                                    | 4  | 0 |
| Die Wache                                                                      | 3  | 1 |
| L’accompagnatrice                                                              | 3  | 0 |
| Blauer Himmel                                                                  | 2  | 0 |
| Das Zebra                                                                      | 2  | 0 |
| Nord                                                                           | 2  | 0 |

### Bester Film (Meilleur film)
Wilde Nächte (Les nuits fauves) – Regie: Cyril Collard
- Die Krise (La crise) – Regie: Coline Serreau
- Indochine – Regie: Régis Wargnier
- Auf offener Straße (L. 627) – Regie: Bertrand Tavernier
- Der Flug des Schmetterlings (Le petit prince a dit) – Regie: Christine Pascal
- Ein Herz im Winter (Un cœur en hiver) – Regie: Claude Sautet

### Beste Regie (Meilleur réalisateur)
Claude Sautet – Ein Herz im Winter (Un cœur en hiver)
- Cyril Collard – Wilde Nächte (Les nuits fauves)
- Christine Pascal – Der Flug des Schmetterlings (Le petit prince a dit)
- Bertrand Tavernier – Auf offener Straße (L. 627)
- Régis Wargnier – Indochine

### Bester Hauptdarsteller (Meilleur acteur)
Claude Rich – Ein Abendessen mit dem Teufel (Le souper)
- Daniel Auteuil – Ein Herz im Winter (Un cœur en hiver)
- Richard Berry – Der Flug des Schmetterlings (Le petit prince a dit)
- Claude Brasseur – Ein Abendessen mit dem Teufel (Le souper)
- Vincent Lindon – Die Krise (La crise)

### Beste Hauptdarstellerin (Meilleure actrice)
Catherine Deneuve – Indochine
- Anémone – Der Flug des Schmetterlings (Le petit prince a dit)
- Emmanuelle Béart – Ein Herz im Winter (Un cœur en hiver)
- Juliette Binoche – Verhängnis (Damage)
- Caroline Cellier – Das Zebra (Le zèbre)

### Bester Nebendarsteller (Meilleur acteur dans un second rôle)
André Dussollier – Ein Herz im Winter (Un cœur en hiver)
- Fabrice Luchini – Casanovas Rückkehr (Le retour de Casanova)
- Jean-Pierre Marielle – Max & Jeremie (Max et Jérémie)
- Patrick Timsit – Die Krise (La crise)
- Jean Yanne – Indochine

### Beste Nebendarstellerin (Meilleure actrice dans un second rôle)
Dominique Blanc – Indochine
- Zabou Breitman – Die Krise (La crise)
- Brigitte Catillon – Ein Herz im Winter (Un cœur en hiver)
- Michèle Laroque – Die Krise (La crise)
- Maria Pacôme – Die Krise (La crise)

### Bester Nachwuchsdarsteller (Meilleur jeune espoir masculin)
Emmanuel Salinger – Die Wache (La sentinelle)
- Xavier Beauvois – Nord
- Grégoire Colin – Olivier (Olivier, Olivier)
- Olivier Martinez – IP5 – Insel der Dickhäuter (IP5 – L’île aux pachydermes)
- Julien Rassam – L’accompagnatrice

### Beste Nachwuchsdarstellerin (Meilleur jeune espoir féminin)
Romane Bohringer – Wilde Nächte (Les nuits fauves)
- Isabelle Carré – Blauer Himmel (Beau fixe)
- Linh Dan Pham – Indochine
- Charlotte Kady – Auf offener Straße (L. 627)
- Elsa Zylberstein – Blauer Himmel (Beau fixe)

### Bestes Erstlingswerk (Meilleur premier film)
Wilde Nächte (Les nuits fauves) – Regie: Cyril Collard
- Kleine Fische, große Fische (Riens du tout) – Regie: Cédric Klapisch
- Nord – Regie: Xavier Beauvois
- Die Wache (La sentinelle) – Regie: Arnaud Desplechin
- Das Zebra (Le zèbre) – Regie: Jean Poiret

### Bestes Drehbuch (Meilleur scénario original ou adaptation)
Coline Serreau – Die Krise (La crise)
- Arnaud Desplechin – Die Wache (La sentinelle)
- Cyril Collard – Wilde Nächte (Les nuits fauves)
- Bertrand Tavernier und Michel Alexandre – Auf offener Straße (L. 627)
- Jacques Fieschi und Claude Sautet – Ein Herz im Winter (Un cœur en hiver)

### Beste Filmmusik (Meilleure musique écrite pour un film)
Gabriel Yared – Der Liebhaber (L’amant)
- René-Marc Bini – Wilde Nächte (Les nuits fauves)
- Georges Delerue – Diên Biên Phú – Symphonie des Untergangs (Diên biên phu)
- Patrick Doyle – Indochine

### Bestes Szenenbild (Meilleurs décors)
Jacques Bufnoir – Indochine
- François de Lamothe – Ein Abendessen mit dem Teufel (Le souper)
- Hoang Thanh At – Der Liebhaber (L’amant)

### Beste Kostüme (Meilleurs costumes)
Sylvie de Segonzac – Ein Abendessen mit dem Teufel (Le souper)
- Pierre-Yves Gayraud und Gabriella Pescucci – Indochine
- Yvonne Sassinot de Nesle – Der Liebhaber (L’amant)

### Beste Kamera (Meilleure photographie)
François Catonné – Indochine
- Yves Angelo – L’accompagnatrice
- Yves Angelo – Ein Herz im Winter (Un cœur en hiver)
- Robert Fraisse – Der Liebhaber (L’amant)

### Bester Ton (Meilleur son)
Dominique Hennequin und Guillaume Sciama – Indochine
- Paul Lainé und Gérard Lamps – L’accompagnatrice
- Pierre Lenoir und Jean-Paul Loublier – Ein Herz im Winter (Un cœur en hiver)

### Bester Schnitt (Meilleur montage)
Lise Beaulieu – Wilde Nächte (Les nuits fauves)
- Noëlle Boisson – Der Liebhaber (L’amant)
- Geneviève Winding – Indochine

### Bester Kurzfilm (Meilleur court métrage)
Eine Nacht in Versailles (Versailles Rive Gauche) – Regie: Bruno Podalydès
- Omnibus – Regie: Sam Karmann
- Le balayeur – Regie: Serge Elissalde
- Hammam – Regie: Florence Miailhe

### Bester ausländischer Film (Meilleur film étranger)
High Heels (Tacones lejanos), Spanien/Frankreich – Regie: Pedro Almodóvar
- Ehemänner und Ehefrauen (Husbands and Wives), USA – Regie: Woody Allen
- Der Liebhaber (L’amant), Frankreich/Großbritannien/Vietnam – Regie: Jean-Jacques Annaud
- The Player, USA – Regie: Robert Altman
- Wiedersehen in Howards End (Howards End), Großbritannien/Japan – Regie: James Ivory

## Ehrenpreis (César d’honneur)
- Jean Marais, französischer Schauspieler
- Marcello Mastroianni, italienischer Schauspieler
- Gérard Oury, französischer Schauspieler, Drehbuchautor und Regisseur